# 1991年香港
|        | 香港歷史 \| 香港歷史年表                                                                                                   |
| 世紀： | 19世紀香港 \| 20世紀香港 \| 21世紀香港                                                                                     |
| 年代： | 1960年代香港 \| 1970年代香港 \| 1980年代香港 \| 1990年代香港 \| 2000年代香港 \| 2010年代香港 \| 2020年代香港               |
| 年份： | 1987年香港 \| 1988年香港 \| 1989年香港 \| 1990年香港 \| 1991年香港 \| 1992年香港 \| 1993年香港 \| 1994年香港 \| 1995年香港 |
| 紀年： | 辛未年（羊年）、香港開埠150周年、香港重光46周年                                                                            |

## 政府

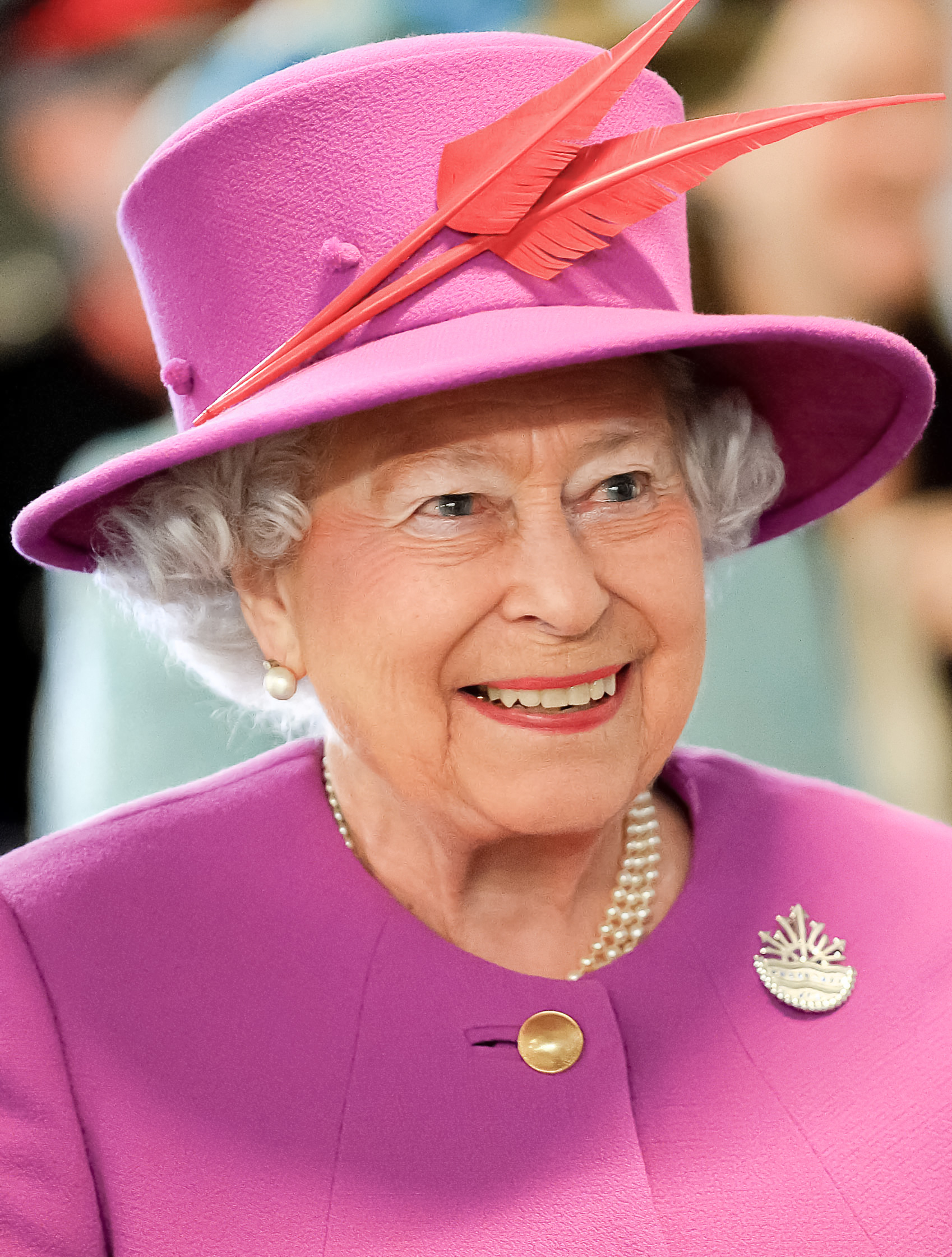
英国君主：伊丽莎白二世
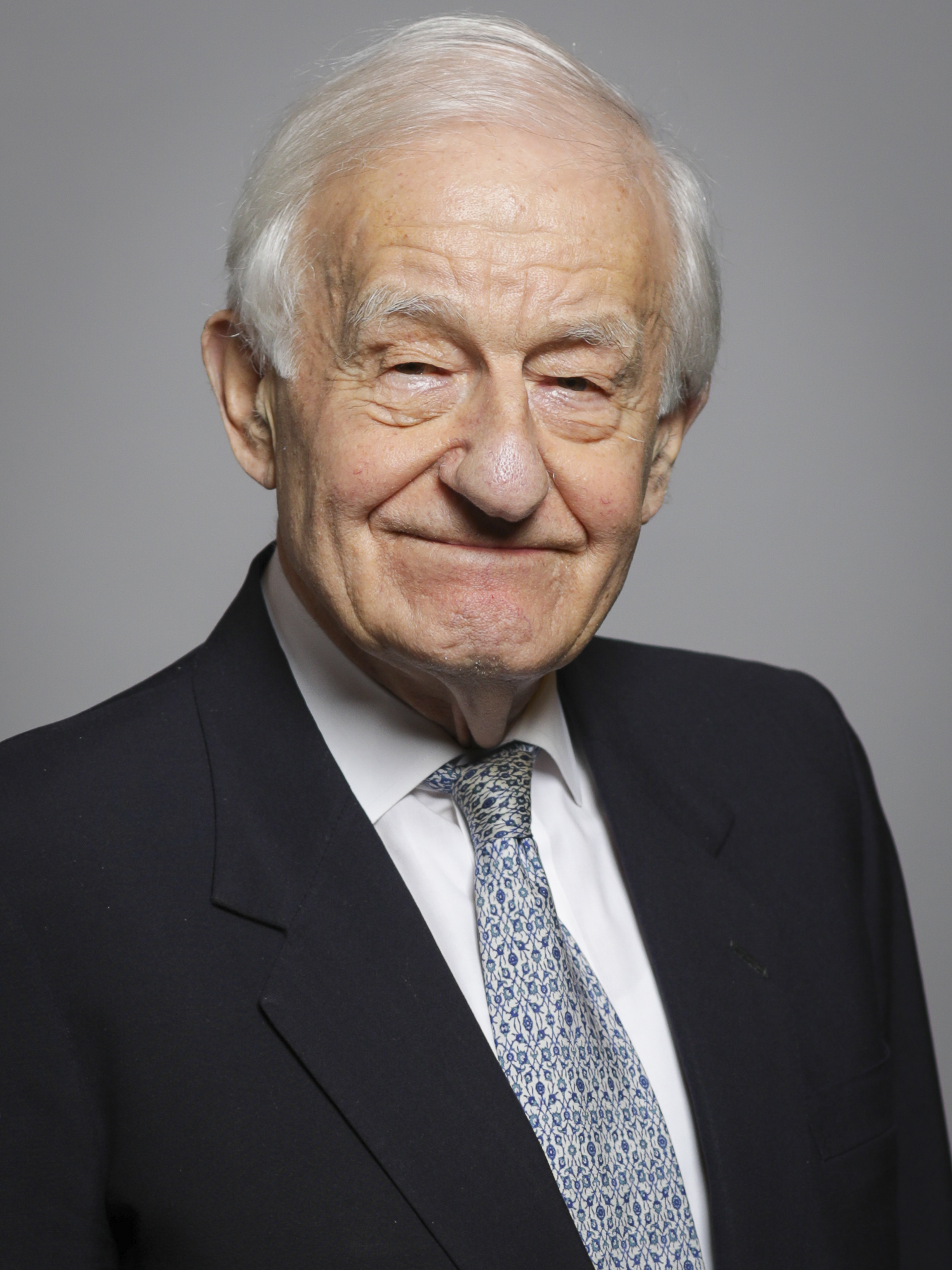
香港總督：衛奕信

## 大事記

### 1月
- 西區食品批發市場二期動工興建。
- 1月11日：何文田邨發生一級火，4名介乎一至五歲的幼童趁母親外出買餸期間，因在屋內床上玩火被燒死[1]。
- 1月28日：
  - 荃灣廣場泵房兇案。
  - 屯門兆禧苑情殺案。

### 2月
- 2月7日：灣仔李節街17幢戰前樓宇被列為危樓，並於4月遷出全部住戶，後被改建成公園。
- 2月14日：啟德機場發生旅行團的旅行證件被盜事件。一個工商國際旅行社領隊準備為團友辦理登機手續時，發現一個裝有旅行證件的旅行袋不翼而飛，內有6本護照及8本CI[2]。
- 2月16日：維多利亞港舉行香港賀歲煙花匯演後發生撞船意外，1死29傷。
- 2月26日：行政局通過由同年4月1日開始增加水費一成[3]。
- 2月28日：第一期居英權計劃截止，約有65,000名合資格人士申請。
- 彌敦道發生一名女子以舊式熱水器沐浴時把窗門全關而一氧化碳中毒死亡之事件。

### 3月
- 香港舉行第七次人口普查。
- 《晶報》因在1988至90年間出現財政問題停刊。
- 3月3日：香港舉行區議會選舉。
- 3月6日：財政司翟克誠建議大幅增加煙草稅200%。
- 3月11日：地鐵荃灣線發生嚴重斷電事故，過海服務暫停，列車服務受阻近8小時，50多萬乘客受影響[4]。
- 3月22日：青衣長青邨謀殺案。
- 3月25日：
  - 一輛利蘭奧林比安11米巴士（S3BL46，車牌號碼DL2328）發生交通意外。肇事巴士事後因底盤破裂而不獲修復，事後退役。
  - 著名香港粵語片演員鄧碧雲病逝。
- 3月27日：
  - 凌晨，一輛停泊於元朗（西）巴士總站的利蘭奧林比安11米巴士（S3BL364，車牌號碼ED2914）發生火警，上層車身全毀，上層地台部分位置亦被燒穿，幸而沒有波及下層。
  - 香港電訊（今電訊盈科）裁員1,500人。
- 3月30日：元朗朗屏邨鵲屏樓倫常慘案。

### 4月
- 4月1日：香港引入無鉛電油。
- 4月5日：土瓜灣遊戲機中心劫殺案。
- 4月13日：石籬邨雪櫃藏人頭案。
- 4月15日：早上六時半，一輛行走19A線往觀塘碼頭方向的丹尼士喝采（N63，車牌號碼CF6620）在康寧道近功樂道衝落山坡，司機受傷。
- 4月18日：香港科學館正式啟用。

### 5月
- 5月1日：鴨脷洲大橋第二期動工興建。
- 5月10日：尚在施工的藍田滙景花園第九座地庫停車場發生四級火警，焚燒36小時後才被救熄，3名消防員受傷。
- 5月23日：香港公園竣工。
- 5月26日：城門隧道轉車站啟用。
- 5月26日：一架由香港經曼谷往維也納的勞達航空（香港稱維也納航空）公司客機在泰國素攀府上空解體，機上223人全部喪生，死者包括41名香港人。[5]
- 5月30日：香港的士慢駛，抗議政府取消的士燃油附加費。

### 6月
- 6月5日：立法局通過《香港人權法案條例》。
- 6月8日：《香港人權法案條例》正式生效。
- 6月9日：觀塘發生金舖連環械劫案，持自動步槍的4名劫匪搶去3,000両的金飾，逃走時與趕到的警員駁火，匪徒共開了30多槍。[6]
- 6月12日：港九新界有近一萬部的士在市面上慢駛及罷駛，抗議政府取消每程加收一元燃油附加費。
- 6月16日：五名持槍賊人進入上海街685號1樓一間日式指壓中心搶劫。[7]
- 6月18日：九廣鐵路大埔滘發生中斷電纜事件，全線服務在上午8時許的繁忙時間暫停，9時許局部恢復，期間派緊急接駁巴士，沙田站出現混亂情況。[8]
- 6月23日：
  - 羅便臣道情殺案。
  - 大埔廣福道發生械劫案，3名年約17至18歲劫匪打劫廣福道華誠珠寶金行，掠去150萬珠寶首飾，逃走時遇上巡警，雙方在街頭駁火十多槍，劫匪扔出土製手榴彈後脅持人質跳上新界的士離開。警方追趕至城門隧道，又派出皇家香港輔助空軍直升機、使用催淚彈及照明彈等和出動逾170名警員追捕，終在晚上9時拘捕3名疑犯。[9]翌日，警方繼續在城門隧道入口附近，搜查剩餘贓物的下落[10]。
- 6月26日：
  - 觀塘繞道及大老山隧道正式通車。
  - 葵涌美羅工業大廈三級火
- 6月29日：鄭秀文憑歌曲《不來的季節》成功奪得人生中首支商台903專業推介 冠軍歌，開始了長達30多年樂壇天后之路。

### 7月
- 出售公屋計劃開始接受租戶申請，但最後因認購單位申請不足而腰斬[11]。
- 7月1日：無綫及亞視麗音系統正式啟用，同日大老山隧道舉行開幕禮。
- 7月4日：中英兩國就香港新機場財務安排達成協議。
- 7月5日，
  - 1名護送中電工程車的交通警員被的士撞斃。[12]
  - 英倫銀行命令在開曼群島註冊的國際商業信貸銀行之當地分行停業，但香港銀行監理專員在當晚發表聲明指該行的香港分行財政狀況健全，國商集團所出現的財政問題是在香港以外發生，與香港的國商銀行無關。
- 7月8日：香港政府下令國際商業信貸銀行停業，使存戶非常不滿並引發一連串的抗議行動。事件轟動國際金融體系。
- 7月17日：北角丹拿道友褔園六樓殺妻案。[13]
- 7月21日：香港第三間電台：新城電台啟播。
- 7月27日：
  - 香港演藝界在跑馬地馬場舉行《忘我大匯演》，為中國華東水災籌款，籌得善款超過1億港元[14]。
  - 錦田水頭村發生警匪激烈槍戰，駁火48槍[14]。
- 7月28日：樓下食檔深夜嘈吵招不滿，柴灣邨有人擲花盆一食客無辜被砸死。[15]
- 7月30日：一架九龍巴士60X線雙層巴士於屯門公路撞向貨櫃車，31人受傷。

### 8月
- 8月1日：1988年動工之新田公路首期完成。
- 8月8日：大圍解款車劫殺案。
- 8月14日：於1975年被判入獄30年的大毒梟吳錫豪（綽號「跛豪」）因患上末期肝癌，獲准提早釋放。他其後於半個月後逝世。

### 9月
- 9月3日：中國總理李鵬及英國首相馬卓安在北京簽署香港新機場問題的諒解備忘錄。
- 9月10日：油麻地東安街順安大廈命案。
- 9月12日：立法局舉行功能組別選舉，選出21位議員[16]。
- 9月14日：立法局舉行地區直接選舉。
- 9月23日：南丫島大飛撞斃水警案。

### 10月
- 10月1日：元朗公路第二期工程展開。
- 10月2日：手槍走火殺人案。
- 10月10日：香港科技大學首期完竣。
- 10月19日：一輛行走43X線的利蘭勝利二型（G473，車牌號碼CW2668）由大河道右轉荃灣碼頭總站落客站時突告失控，剷上人行道撞向路邊花槽後向右側翻，車長及兩名乘客受傷。

### 11月
- 11月10日：屯門友愛邨愛德樓童黨毆斃案。
- 11月14日：香港藝術館由中環大會堂遷往尖沙咀。
- 11月16日：
  - 晚上，一輛利蘭奧林比安11米非空調巴士（S3BL190，車牌號碼DR4258）在沙田車廠準備洗車時，車尾突然發生爆炸並著火焚燒。由於巴士底盤及車尾機件嚴重燒毀而無法修復，提早退役。
  - 無綫電視清水灣電視城發生五級火警，整個道具倉被夷為平地，1名消防員灌救時受傷。[17]
- 11月17日：大角咀製衣廠燒屍案。
- 11月20日：香港科技大學被揭建築費嚴重超支16億港元。同日佛教大雄中學一對男女學生自李鄭屋邨跳樓殉情。
- 11月25日：屯門三聖邨道友弒父案。
- 11月28日：香港政府開始在九龍城寨展開收樓行動，準備清拆九龍城寨，有多名拒絕搬走的住戶被抬走，當天港府共收回12個單位。

### 12月
- 12月1日：醫院管理局接管香港所有公立醫院。
- 12月3日：一名就讀大埔三育中學的男生，疑因求愛不遂及被同學欺凌，從寶雅苑寓所跳樓自盡[18]。
- 12月6日：白石海面出1名警長進行過船例行檢查時被夾死。[19]
- 12月12日：天耀邨地盤發生劫殺案，一名暫居於未完工大廈的建築工人，被尾隨進入地盤的匪徒毆斃，並被搶去錢包。
- 12月23日：土瓜灣偉恆昌新邨偉景閣命案。
- 12月28日：受持續寒潮影響，皇家香港天文台於下午5時錄得市區氣溫罕有地跌至攝氏4.7度[20][21]，為該日所錄得的最低溫[22]，是自1975年後錄得第二低氣溫的12月，翌日市區最低溫回升至5.2度[23]（並無如天文台所料低至3度）。
- 12月30日：英國政府宣佈於1992年撤換香港總督衛奕信。

## 節慶
下列節慶，如無註明，均是香港的公眾假期，同時亦是法定假日（俗稱勞工假期）。有 # 號者，不是公眾假期或法定假日（除非適逢星期日或其它假期），但在商業炒作下，市面上有一定節慶氣氛，傳媒亦對其活動有所報導。詳情可參看香港節日與公眾假期。
- 1月1日（星期二）：元旦
- 2月14日（星期四）：農曆年初一之前一日（補2月17日）
- 2月15日（星期五）：農曆年初一
- 2月16日（星期六）：農曆年初二
- 2月17日（星期日）：農曆年初三
- 3月29日（星期五）：耶穌受難節（是公眾假期，但不是法定假日）
- 3月30日（星期六）：耶穌受難節翌日（是公眾假期，但不是法定假日）
- 4月1日（星期一）：復活節星期一（是公眾假期，但不是法定假日）
- 4月4日（星期四）：兒童節 #
- 4月5日（星期五）：清明節
- 6月15日（星期六）：英女皇壽辰（是公眾假期，但不是法定假日）
- 6月16日（星期日）：端午節
- 6月17日（星期一）：英女皇壽辰後第一個星期一（是公眾假期，但不是法定假日）
- 6月18日（星期二）：端午節後的周日（補6月16日）
- 8月24日（星期六）：8月份最後一個星期一之前一個星期六（是公眾假期，但不是法定假日）
- 8月26日（星期一）：8月份最後一個星期一為重光紀念日
- 9月22日（星期日）：中秋節 #
- 9月23日（星期一）：中秋節翌日
- 10月16日（星期三）：重陽節
- 10月31日（星期四）：萬聖夜 #
- 12月22日（星期日）：冬至（是法定假日，但不是公眾假期，根據法定假日放假的機構，或會聖誕節放假，冬至不放假。部份機構或會提早下班）
- 12月24日（星期二）：平安夜#（不是公眾假期或法定假日，但部份機構或會提早下班或放假一天）
- 12月25日（星期三）：聖誕節（根據法定假日放假的機構，或會冬至放假，聖誕節不放假）
- 12月26日（星期四）：聖誕節後第一個周日（是公眾假期，但不是法定假日）
- 12月31日（星期二）：公曆除夕# （不是公眾假期或法定假日，但部份機構或會提早下班或放假一天）

## 出生人物
- 1月1日，黃碧蓮，香港藝人，無線藝員
- 2月6日，蔡思貝，香港藝人，無線藝員
- 5月6日，游蕙禎，前青年新政立法會議員
- 5月21日，陳偉琪，香港演員
- 6月7日，吳嘉儀，香港藝人，無線藝員
- 6月2日，梁天琦，前本土民主前線召集人，因涉嫌參與旺角暴動的示威者罪案件，2018年6月而香港高等法院被判囚入獄5年半
- 6月8日，劉沛蘅，香港藝人、模特兒
- 6月13日，阮嘉敏，香港藝人
- 6月15日，駱胤鳴，香港歌手，駱胤樺之妹
- 6月23日，陳凱琳，香港藝人，鄭嘉穎之妻
- 6月26日，王卓淇，香港藝人
- 7月24日，曾淑雅，香港藝人
- 7月27日，李蘊，前香港歌手、藝人、兒童演員
- 8月16日，鄧紫棋，香港歌手
- 9月12日，何佩珉，香港藝人，何佩瑜之姊妹
- 10月10日，石偉雄，香港運動員
- 10月10日，張寶兒，香港女藝人，袁偉豪之妻
- 10月20日，何艷娟，香港藝人
- 10月25日，曹思詩，香港藝人
- 11月19日，周梓盈，香港藝人
- 12月11日，麥明詩，香港藝人，麥肯錫商業顧問
- 12月27日，張雪瑩，香港藝人
- 本年，陳海平，因陳瑞臨案而與其妻子黃曉彤被判謀殺罪成

## 逝世
- 3月25日——鄧碧雲，香港電視及粵劇演員。

## 大型獎項

### 電視廣播有限公司獎項（1991年）
香港小姐
- 冠軍：郭藹明
- 亞軍：周嘉玲
- 季軍：蔡少芬
- 最上鏡小姐：樊亦敏
- 國際親善小姐：郭藹明
- 新秀歌唱大賽金獎（冠軍）：李家強
- 最受歡迎男歌手：劉德華
- 最受歡迎女歌手：葉蒨文
- 金曲金獎：《每天愛你多一些》（歌手：張學友）

## 資料來源
1. ↑  2009年1月11日 - 亞洲電視當年今日
2. ↑  1991年2月14日無綫電視晚間新聞
3. ↑  1991年2月26日晚間新聞
4. ↑  rcbus, , 2008-12-25  [2025-01-14]
5. ↑  . 大公報第二十版. 1991年5月28日.（繁體中文）
6. ↑  .   [2017-05-30]. （原始内容存档于2019-02-13）.
7. ↑  華僑日報, 1991-06-17 第4頁
8. ↑  rcbus, , 2009-01-01  [2025-01-14]
9. ↑  . 港識多史. 2020-06-08  [2020-10-11]. （原始内容存档于2020-11-29） （中文（繁體））.
10. ↑  .   [2020年12月26日]. （原始内容存档于2021年1月22日）.
11. ↑  行政局批准出售公屋 首年賣三至四千單位 土委會通過批地安排土地需求即可實行.《大公報》，1991年6月8日.
12. ↑  華僑日報, 1991-07-05 第4頁
13. ↑  大公報, 1991-07-18 第11頁
14. 1 2  1991年7月27日六點半新聞報道
15. ↑  大公報, 1991-07-29 第12頁
16. ↑  1991年9月12日晚間新聞
17. ↑  . 華僑日報第四頁. 1991年11月17日.（繁體中文）
18. ↑  .   [2021-05-14]. （原始内容存档于2021-01-29）.
19. ↑  華僑日報, 1991-12-06
20. ↑  . 無綫新聞. 1991年12月28日  [2016年12月15日]. （原始内容存档于2017年3月27日）.（粵語）
21. ↑  . 無綫新聞. 1991年12月28日  [2016年1月21日]. （原始内容存档于2019年8月16日）.（粵語）
22. ↑  . 華僑日報頭版. 1991年12月29日.（繁體中文）
23. ↑  . 大公報第十二版. 1991年12月30日.（繁體中文）